# Jonuz Dini
Jonuz Dini (ur. 1925 w Szkodrze, zm. 1982) – albański pisarz i wieloletni aktor lalkarz teatru Migjeni w Szkodrze. Wyreżyserował także Karabiny pani Carrar autorstwa Bertolta Brechta.

## Twórczość[1]
- Unaza (1965)
- Karabina (1972)
- Ndeshja (1973)
- Rritja (1974)
- Dy dasma (1977)
- Elira (1978)
- Kështjella mbi Barbanë (1980)
- Shpatë e dashuri (1983)